# Az 1904. évi nyári olimpia magyarországi résztvevőinek listája

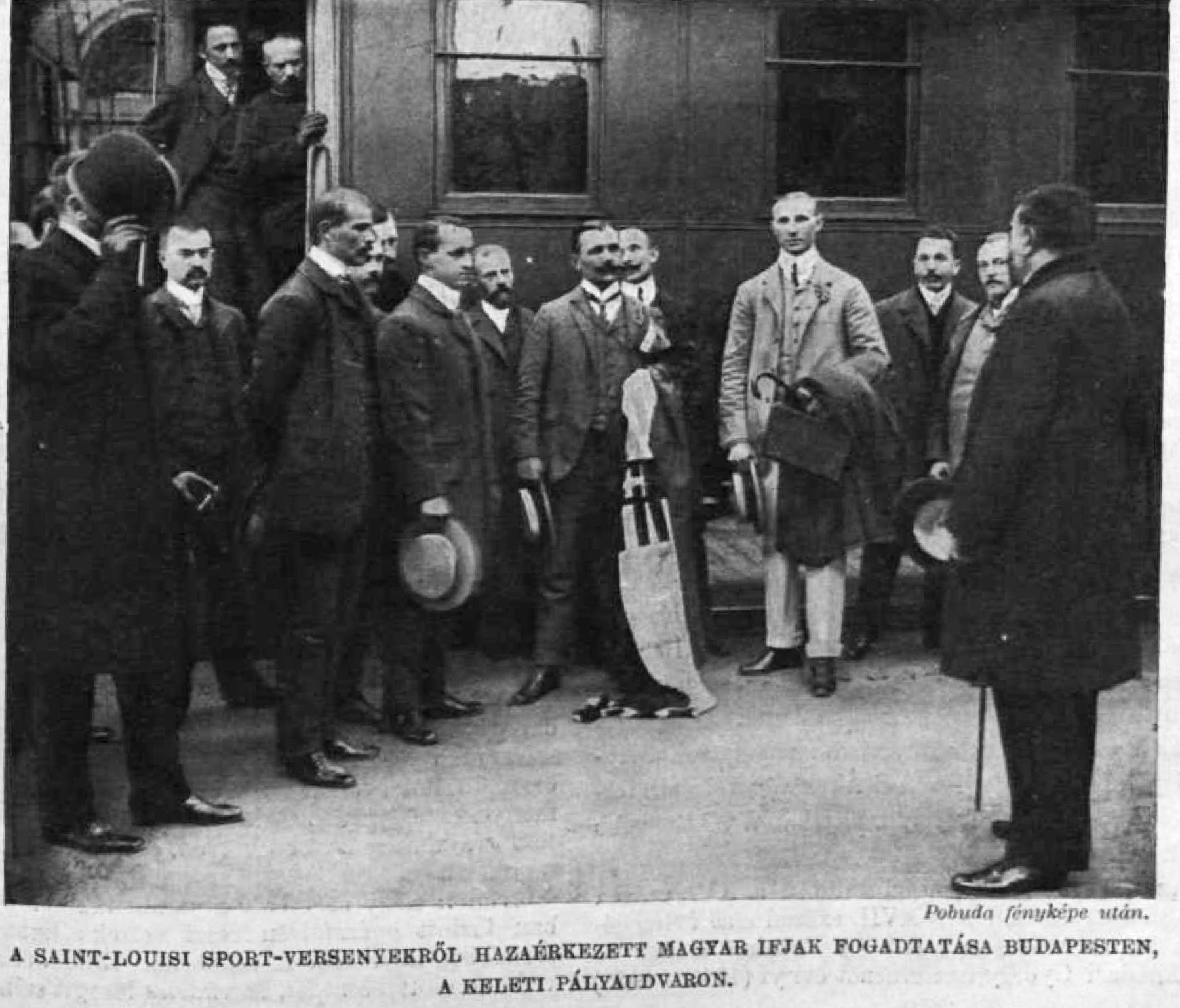
A magyar csapat hazaérkezése az 1904. évi nyári olimpiai játékokról, St. Louisból

Az 1904. évi nyári olimpiai játékokon a magyar csapat tagjaként négy férfi sportoló vett részt. Az olimpia műsorán szereplő tizenkilenc (ebből egy bemutató) sportág ill. szakág közül kettőben indult magyar versenyző. A magyarországi résztvevők száma az egyes sportágakban ill. szakágakban a következő (zárójelben a magyar indulókkal rendezett versenyszámok száma, kiemelve az egyes oszlopokban előforduló legmagasabb érték, vagy értékek):
| Sportág, szakág | Indulók száma | Indulók száma | Indulók száma |
| Sportág, szakág | Férfi         | Nő            | Össz.         |
| atlétika (5)    | 2             | 0             | 2             |
| úszás (4)       | 2             | 0             | 2             |
|                 |               |               |               |
| Összesen        | 4             | 0             | 4             |

Nem indult magyarországi atléta a következő sportágakban ill. szakágakban: birkózás, evezés, golf, íjászat, kerékpározás, kötélhúzás, labdarúgás, lacrosse, műugrás, ökölvívás, roque, súlyemelés, tenisz, torna, vívás, vízilabda.
Nem indult magyarországi sportoló a következő bemutató sportágban ill. szakágban: kosárlabda.

## ABC-rendi bontás
A következő táblázat ABC-rendben sorolja fel azokat a magyarországi sportolókat, akik az olimpián részt vettek. Lásd még: sportágankénti ill. szakágankénti bontás.
| Ábécé szerinti tartalomjegyzék                                                                           |
| --- |
| A, Á B C Cs D Dz Dzs E, É F G Gy H I, Í J K L Ly M N Ny O, Ó Ö, Ő P Q R S Sz T Ty U, Ú Ü, Ű V W X Y Z Zs |

| Sportoló | Sportág, szakág | Versenyszám | Helyezés (elért eredmény) |

## G
| Gönczy Lajos dr. | atlétika | magasugrás             | 4. (1,75 m) |
| Gönczy Lajos dr. | atlétika | magasugrás állóhelyből | 5. (1,35 m) |

## H
| Halmay Zoltán | úszás | 50 yardos gyorsúszás  | Arany (28,0 s) |
| Halmay Zoltán | úszás | 100 yardos gyorsúszás | Arany (1:02,8) |

## K
| Kiss Géza | úszás | 1 mérföldes gyorsúszás | Ezüst (28:28,2 s)  |
| Kiss Géza | úszás | 880 yardos gyorsúszás  | Bronz (nincs adat) |

## M
| Mező Béla dr. | atlétika | távolugrás     | 7-10. (nincs adat) |
| Mező Béla dr. | atlétika | 100 m síkfutás | 7-11. (nincs adat) |
| Mező Béla dr. | atlétika | 60 m síkfutás  | 9-12. (nincs adat) |

## Sportágankénti ill. szakágankénti bontás
A következő táblázat sportáganként sorolja fel azokat a magyarországi sportolókat, akik az olimpián részt vettek. Lásd még: ABC-rendi bontás.
| Atlétika | Úszás |

| Versenyszám | Sportoló | Helyezés (elért eredmény) |

## Atlétika
| 60 m síkfutás          | Mező Béla dr.    | 9-12. (nincs adat) |
| 100 m síkfutás         | Mező Béla dr.    | 7-11. (nincs adat) |
| magasugrás             | Gönczy Lajos dr. | 4. (1,75 m)        |
| magasugrás állóhelyből | Gönczy Lajos dr. | 5. (1,35 m)        |
| távolugrás             | Mező Béla dr.    | 7-10. (nincs adat) |

## Úszás
| 50 yardos gyorsúszás   | Halmay Zoltán | 1. (28,0 s)     |
| 100 yardos gyorsúszás  | Halmay Zoltán | 1. (1:02,8)     |
| 880 yardos gyorsúszás  | Kiss Géza     | 3. (nincs adat) |
| 1 mérföldes gyorsúszás | Kiss Géza     | 2. (28:28,2 s)  |